# Château d'Altena
Pour les articles homonymes, voir Altena.
Le château d'Altena (en allemand : Burg Altena) est un château situé près de la ville d'Altena dans le Land de Rhénanie-du-Nord-Westphalie en Allemagne.

## Histoire
Un premier château est construit au début du XIIe siècle. En 1455, le château brûle et est reconstruit partiellement. Par la suite, il est utilisé comme caserne par les Prussiens. 
Il est reconstruit entre 1909 et 1914, et Richard Schirrmann y crée la première auberge de jeunesse permanente au monde,.

## Galerie

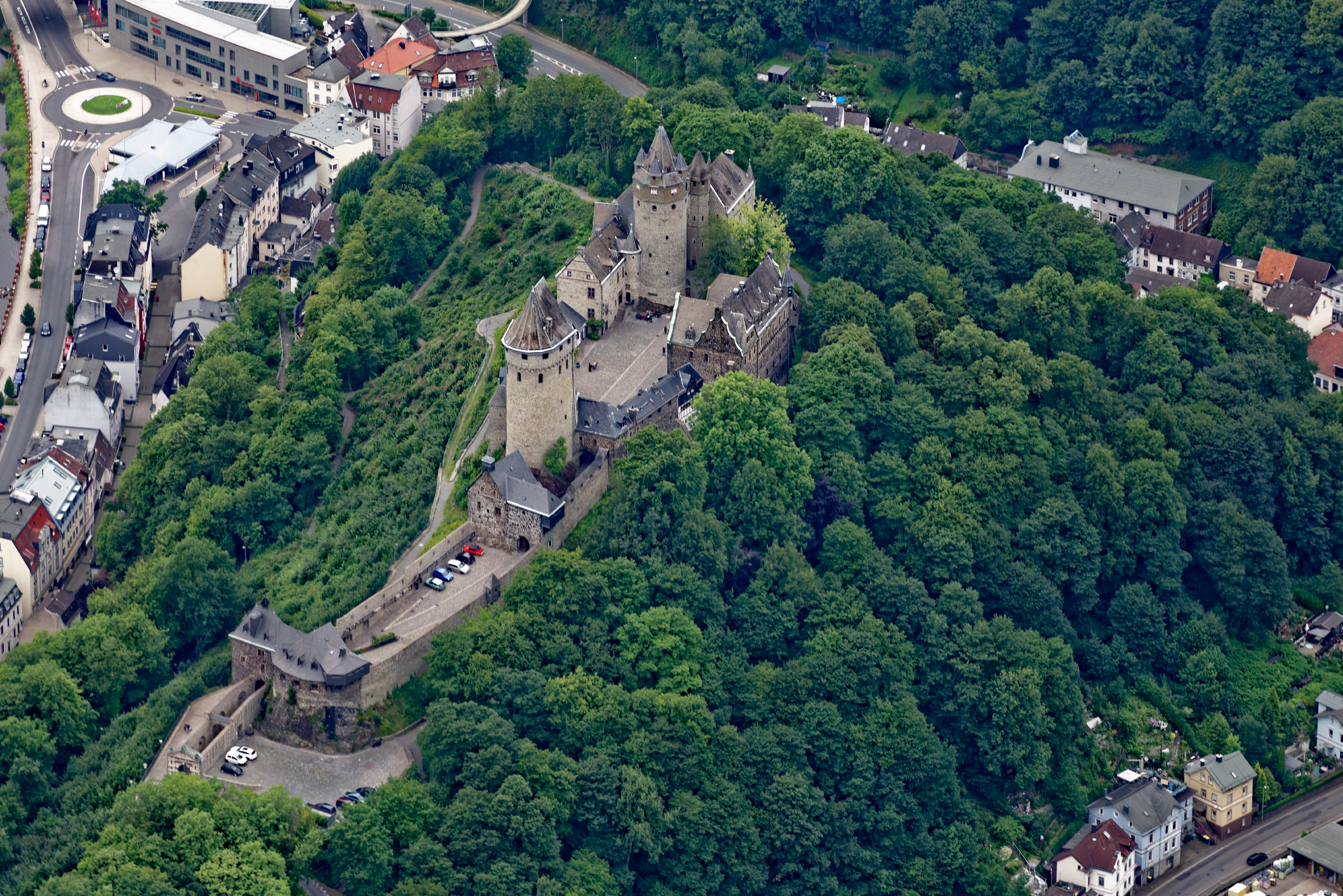
Le château vu du sud-ouest
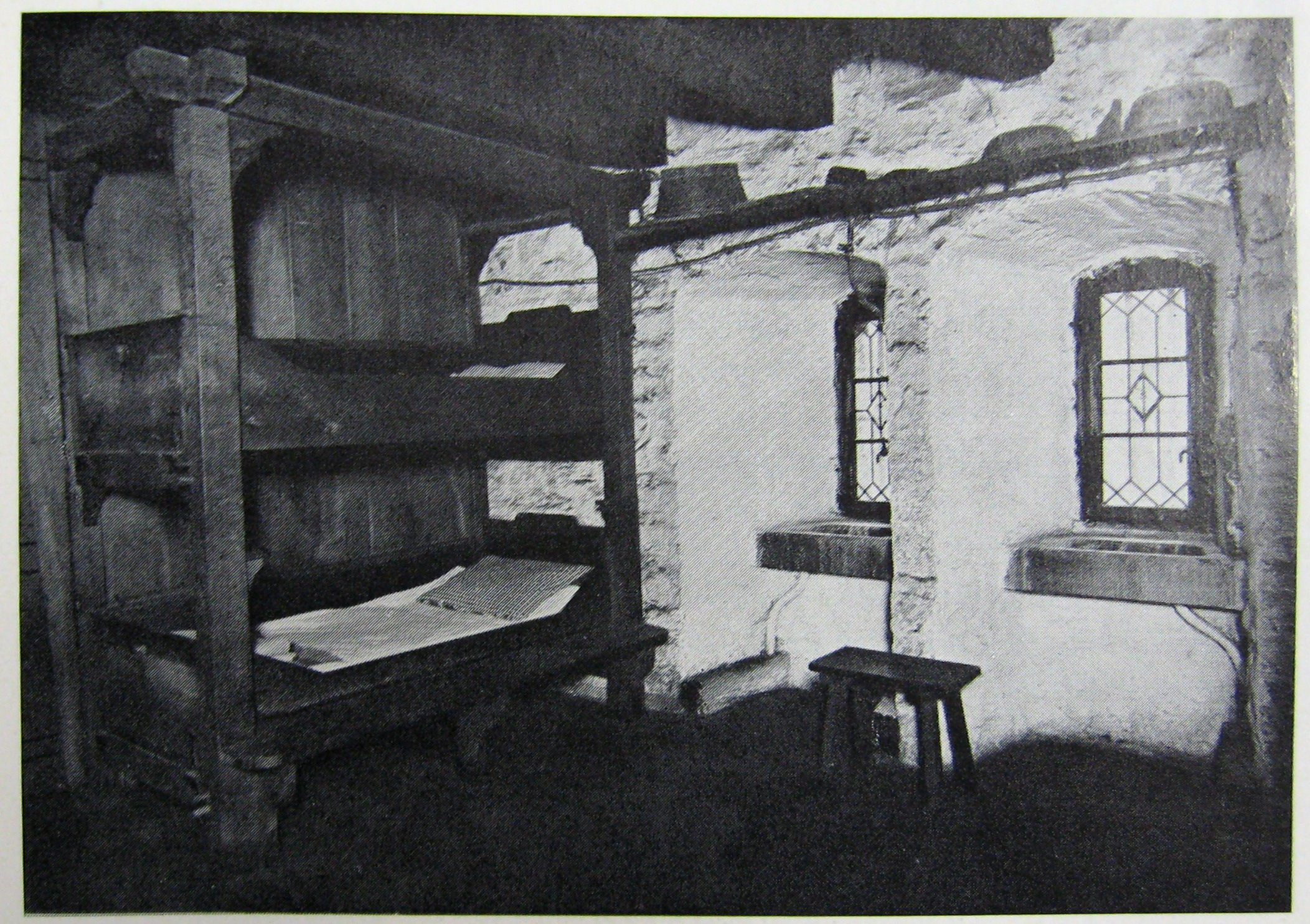
Une des chambres (vers 1910)
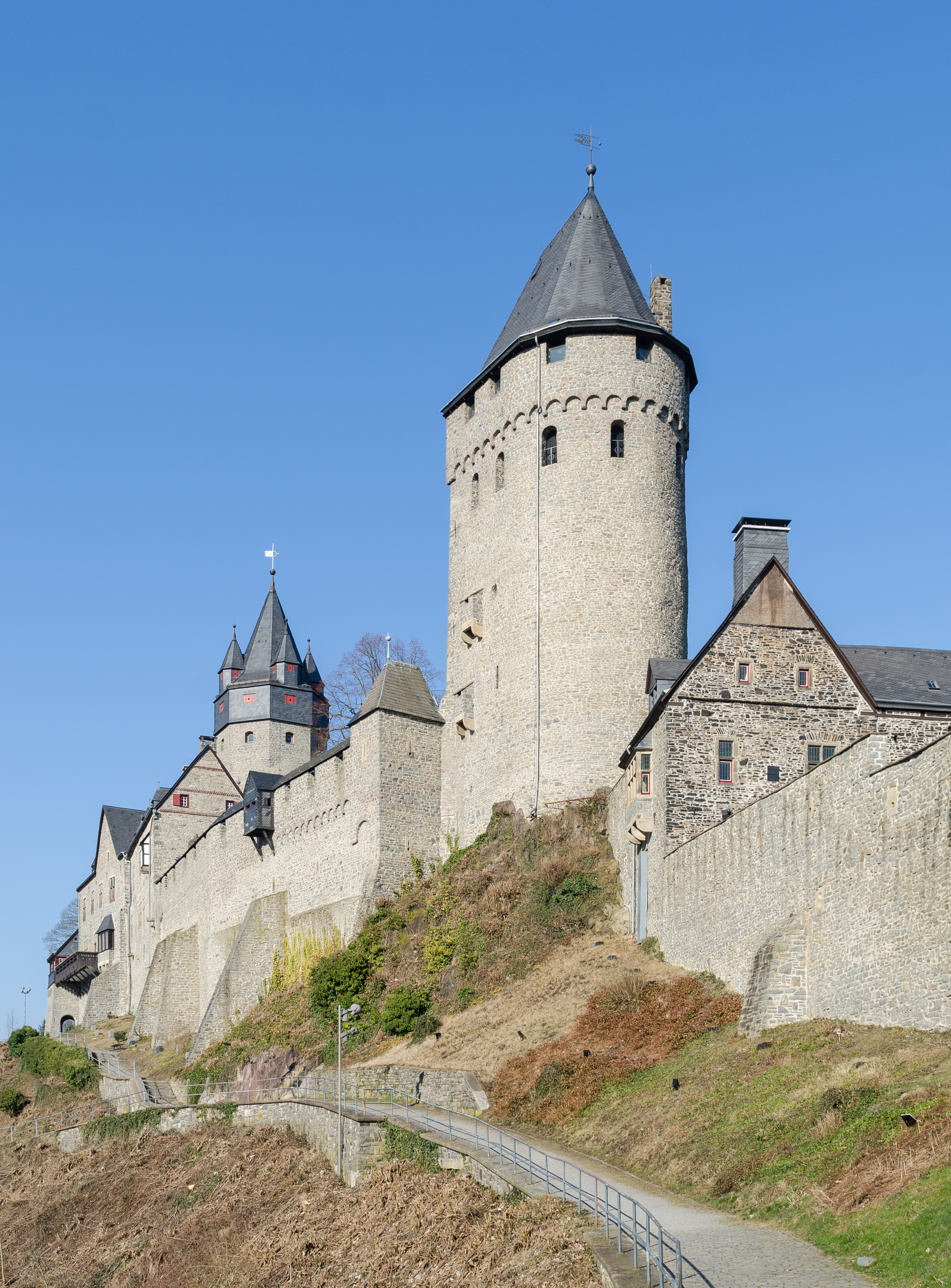
La tour vue depuis le parc du château